# Nanteau-sur-Lunain
Nanteau-sur-Lunain – miejscowość i gmina we Francji, w regionie Île-de-France, w departamencie Sekwana i Marna.
Według danych na rok 1990 gminę zamieszkiwały 443 osoby, a gęstość zaludnienia wynosiła 33 osób/km² (wśród 1287 gmin regionu Île-de-France Nanteau-sur-Lunain plasuje się na 839. miejscu pod względem liczby ludności, natomiast pod względem powierzchni na miejscu 218.).